# Gostitelj (biologija)
Gostitelj je življenjsko okolje za zajedavca, lahko je žival, človek ali rastlina. Zajedavcu zagotavlja zavetje in hrano. Glede na razvoj zajedavca je gostitelj lahko vmesni ali končni - ko se zajedavec začne razmnoževati oziroma doseže stopnjo zrelosti. Od te skupnosti gostitelj nima nobene koristi, lahko pa zboli ali celo umre.
Večina gostiteljev ima razvite mehanizme, s katerimi se branijo pred okužbo parazitov. Z nekaterimi se parazitov rešijo trajno, z nekaterimi začasno, s tretjimi jim uspe samo zmanjšati škodljive posledice. Najpogostejša reakcija, predvsem pri rastlinah je da gostitelj s spremenjeno rastjo tkiva v okolici okužbe parazita izolira od preostalih delov telesa. V tem delu paraziti lahko normalno živi dalje, lahko pa izolirani del telesa tudi odmre in odpade. Parazitov v listih se gostitelj znebi tako da liste enostavno odvrže. V nekaterih rastlinah paraziti povzročijo spremenjeno rast tkiva. Nastanejo šiške, v katerih imajo paraziti bolj ugodne razmere za bivanje kot drugje v gostitelju.